# Пеша Фјорентина
Пеша Фјорентина (итал. Pescia Fiorentina) је насеље у Италији у округу Гросето, региону Тоскана.
Према процени из 2011. у насељу је живело 37 становника. Насеље се налази на надморској висини од 69 м.